# Weingartia
Weingartia ist eine Pflanzengattung aus der Familie der Kakteengewächse (Cactaceae). Der botanische Name der Gattung ehrt den deutschen Industriellen und Amateurbotaniker Wilhelm Weingart.

## Beschreibung
Die Arten der Gattung Weingartia wachsen einzeln oder sprossen. Ihre kugelförmigen bis kurz zylindrischen Triebe haben faserige Wurzeln oder eine verdickte Pfahlwurzel. Ihre Rippen sind flach und mehr oder weniger gehöckert. Die auf der Oberseite der Höcker sitzenden Areolen sind leicht eingesenkt. Aus den Areolen entspringen unterschiedlich geformte Dornen, die nie gehakt sind.
Die trichter- bis glockenförmigen Blüten sind gelb bis rot und violett gefärbt. Sie erscheinen an der Triebspitze oder in einem Kranz am Rand des Triebes. Ihr Perikarpell und die Blütenröhre sind mit Schuppen bedeckt und ansonsten kahl.
Die Früchte sind niedergedrückt kugelförmig bis kugelförmig, bei Reife häufig etwas fleischig und quer aufreißend oder länglich tropfenförmig und bei Reife vertrocknend.  Die Früchte enthalten rundliche bis länglich eiförmige, matt braunschwarze Samen von 0,7 bis 1,8 Millimeter Länge.

## Systematik und Verbreitung
Die Gattung Weingartia ist in Mittel- und Süd-Bolivien sowie im Norden Argentiniens verbreitet.
Die Erstbeschreibung der Gattung als Spegazzinia im Jahr 1934 durch Curt Backeberg war illegitim, da der Name bereits an die Pilzgattung Spegazzinia Saccardo (1880) vergeben war. Erich Werdermann wählte 1937 den neuen Namen (nom. nov.) Weingartia. Die Typusart der Gattung ist Weingartia fidana.

### Systematik nach N.Korotkova et al. (2021)
Nach der Wiederanerkennng der Gattung Weingartia (einschließlich Sulcorebutia und Cintia) umfasst die Gattung die folgende Arten:
- Weingartia arenacea (Cárdenas) F.H.Brandt
- Weingartia azurduyensis (Gertel, Jucker & J.de Vries) Hentzschel & K.Augustin
- Weingartia breviflora (Backeb.) F.H.Brandt
- Weingartia canigueralii (Cárdenas) F.H.Brandt
- Weingartia cardenasiana (R.Vásquez) F.H.Brandt
- Weingartia cintia (Hjertson) Hentzschel & K.Augustin
- Weingartia crispata (Rausch) F.H.Brandt
- Weingartia cylindrica (Donald & A.B.Lau) F.H.Brandt
- Weingartia dorana (Gertel) Hentzschel & K.Augustin
- Weingartia fidana (Backeb.) Werderm.
  - Weingartia fidana subsp. cintiensis (Cárdenas) Donald
  - Weingartia fidana subsp. fidana
- Weingartia juckeri (Gertel) Hentzschel & K.Augustin
- Weingartia krugerae (Cárdenas) F.H.Brandt
- Weingartia mentosa (F.Ritter) F.H.Brandt
- Weingartia neocumingii Backeb.
- Weingartia pulquinensis Cárdenas
- Weingartia purpurea Donald & A.B.Lau
- Weingartia tarijensis F.H.Brandt
- Weingartia tiraquensis (Cárdenas) F.H.Brandt
- Weingartia vasqueziana (Rausch) Hentzschel & K.Augustin
- Weingartia westii (Hutchison) Donald

Synonyme der Gattung sind Spegazzinia Backeb. (1934, nom. illeg.), Sulcorebutia Backeb. (1951), Cintia Kníže & Říha (1995) und Gymnorebutia Doweld (2002).

### Systematik nach E.F.Anderson/Eggli 2005
Zur Gattung Weingartia gehören die folgenden Arten:
- Weingartia cintiensis Cárdenas ≡ Weingartia fidana subsp. cintiensis (Cárdenas) Donald
- Weingartia fidaiana (Backeb.) Werderm. ≡ Weingartia fidana (Backeb.) Werderm.
- Weingartia neocumingii Backeb.
- Weingartia westii (Hutchison) Donald

Synonyme der Gattung sind Spegazzinia Backeb. (1934, nom. illeg. ICBN-Artikel 53.1) und Gymnorebutia Doweld (2002).

## Botanische Geschichte
Die systematische Stellung der Gattung war lange nicht vollständig geklärt. Die Internationale Kakteensystematikgruppe der Internationalen Organisation für Sukkulentenforschung betrachtet die Arten als zur Gattung Rebutia gehörig. Die Gattung ist nahe mit der Gattung Sulcorebutia  verwandt. Neuere Untersuchungen konnten eine Verwandtschaft mit der Gattung Gymnocalycium nicht bestätigen. Die Gattung wurde bis zur Klärung der taxonomischen Probleme in Urs Egglis Bearbeitung des Kakteenlexikons von Edward F. Anderson vorläufig anerkannt.

## Nachweise